# Eremocampe nitrariae
Eremocampe nitrariae är en stekelart som beskrevs av Sugonjaev 1971. Eremocampe nitrariae ingår i släktet Eremocampe och familjen raggsteklar.
Artens utbredningsområde är Mongoliet. Inga underarter finns listade i Catalogue of Life.